# Lijst van onroerend erfgoed in Boortmeerbeek
Een overzicht van het onroerend erfgoed in de gemeente Boortmeerbeek. Het onroerend erfgoed maakt deel uit van het cultureel erfgoed in België.

## Bouwkundig erfgoed
| Object                             | Erfgoedstatus?   | Bouwjaar of architect | Deelgemeente  | Adres               | Coördinaten                   | Nummer? | Afbeelding                         |
| ---------------------------------- | ---------------- | --------------------- | ------------- | ------------------- | ----------------------------- | ------- | ---------------------------------- |
| Hoeve Sint-Jozefshof               | Monument         |                       | Boortmeerbeek | Langedonckstraat 16 | 50° 57' 32" NB, 4° 34' 30" OL | 39837   | Hoeve Sint-Jozefshof               |
| Kasteel van Schiplaken             |                  |                       | Hever         | Kasteeldreef 5, 6   |                               | 41003   | Kasteel van Schiplaken             |
| Kasteel Trianon                    |                  |                       | Hever         | Stationsstraat 9    | 50° 59' 42" NB, 4° 31' 56" OL | 41020   | Kasteel Trianon                    |
| Parochiekerk Sint-Antonius Abt     |                  |                       | Boortmeerbeek | Dorpplaats          | 50° 58' 52" NB, 4° 34' 21" OL | 41579   | Parochiekerk Sint-Antonius Abt     |
| Parochiekerk Onze-Lieve-Vrouw      | orgel (monument) |                       | Hever         | Heverplein 4        | 50° 59' 33" NB, 4° 33' 22" OL | 41580   | Parochiekerk Onze-Lieve-Vrouw      |
| Pastorie Onze-Lieve-Vrouwparochie  | Monument         |                       | Hever         | Ravesteinstraat 22  | 50° 59' 39" NB, 4° 33' 23" OL | 41582   | Pastorie Onze-Lieve-Vrouwparochie  |
| Watermolen en molenaarswoning      | Monument         |                       | Boortmeerbeek | Pastorijstraat 17   |                               | 200195  | Watermolen en molenaarswoning      |
| Dubbelse schutsluis met uitrusting | Monument         |                       | Boortmeerbeek | Sas                 |                               | 200275  | Dubbelse schutsluis met uitrusting |
| Oorlogsgedenkteken van Schiplaken  | Monument         |                       | Hever         | Bieststraat         |                               | 214987  | Oorlogsgedenkteken van Schiplaken  |